# みくら (掃海艇)
みくら（ローマ字：JDS Mikura, MSC-612、YAS-67）は、海上自衛隊の掃海艇。かさど型掃海艇の9番艇。艇名は御蔵島に由来する。御蔵型海防艦「御蔵」に次いで日本の艦艇としては2代目。

## 艦歴
「みくら」は、第1次防衛力整備計画に基づく昭和33年度計画掃海艇312号艇として、日立造船神奈川工場で1959年3月30日に起工され、1960年3月14日に進水、1960年5月27日に就役し、横須賀地方隊第34掃海隊に編入された。
1961年9月1日、第34掃海隊が、同日付で新編された第2掃海隊群に編入。
1973年3月31日、第34掃海隊が横須賀地方隊に編入。
1975年12月15日、特務船に種別変更され、船籍番号がYAS-67に変更。横須賀警備隊に編入。
1989年3月3日、除籍。